# NGC 571
NGC 571 (również PGC 5587 lub UGC 1069) – galaktyka spiralna (S?), znajdująca się w gwiazdozbiorze Ryb. Odkrył ją Heinrich Louis d’Arrest 1 października 1864 roku.